# Élections régionales finlandaises de 2022
Les élections régionales finlandaises de 2022 ont lieu le 23 janvier 2022 afin de désigner pour la première fois les 1 379 conseillers régionaux élus pour 3 ans pour administrer les nouvelles régions des services du bien-être.

## Présentation
Avec une participation en dessous de 50%, le Parti de la coalition nationale obtient le plus de voix, tout comme aux élections municipales.
Le Parti du centre réalise un bon résultat, comparativement aux précédentes élections, alors que le parti Vrais Finlandais et la Ligue Verte n'ont pas réussi à mobiliser leurs électeurs.
Le pouvoir appartient au peuple, parti d'extrême droite fondé par d'anciens membres des Vrais Finlandais, parvient à élire 10 conseillers régionaux.

## Résultats

### Résultats nationaux
| Parti                    | Parti                               | Voix      | %     | Sièges | Carte |
| ------------------------ | ----------------------------------- | --------- | ----- | ------ | ----- |
|                          | Parti de la coalition nationale     | 401 320   | 21,61 | 289    |       |
|                          | Parti social-démocrate de Finlande  | 359 014   | 19,33 | 275    |       |
|                          | Parti du centre                     | 356 462   | 19,19 | 297    |       |
|                          | Vrais Finlandais                    | 206 477   | 11,12 | 156    |       |
|                          | Alliance de gauche                  | 148 594   | 8,00  | 100    |       |
|                          | Ligue verte                         | 136 961   | 7,37  | 90     |       |
|                          | Parti populaire suédois de Finlande | 91 404    | 4,92  | 77     |       |
|                          | Chrétiens-démocrates                | 78 825    | 4,24  | 57     |       |
|                          | Mouvement maintenant                | 33 733    | 1,82  | 20     |       |
|                          | Le pouvoir appartient au peuple     | 24 138    | 1,30  | 10     |       |
|                          | Autres                              | 20 463    | 1,10  | 8      |       |
|                          |                                     |           |       |        |       |
| Votes valides            | Votes valides                       | 1 857 391 | 99,6  |        |       |
| Votes blancs et nuls     | Votes blancs et nuls                | 7 879     | 0,4   |        |       |
| Total                    | Total                               | 1 865 270 | 100   | 1379   |       |
| Abstentions              | Abstentions                         | 2 062 458 | 52,51 |        |       |
| Inscrits / participation | Inscrits / participation            | 3 927 728 | 47,49 |        |       |

### Résultats par région de services du bien-être

#### Uusimaa de l'Est
| Parti                    | Parti                               | Voix   | %    | Sièges |
| ------------------------ | ----------------------------------- | ------ | ---- | ------ |
|                          | Parti populaire suédois de Finlande | 12 564 | 32,8 | 20     |
|                          | Parti de la coalition nationale     | 8 733  | 22,8 | 13     |
|                          | Parti social-démocrate de Finlande  | 6 099  | 15,9 | 10     |
|                          | Vrais Finlandais                    | 2 886  | 7,5  | 4      |
|                          | Ligue verte                         | 2 780  | 7,3  | 4      |
|                          | Parti du centre                     | 2 069  | 5,4  | 3      |
|                          | Mouvement maintenant                | 1 250  | 3,3  | 2      |
|                          | Alliance de gauche                  | 1 195  | 3,1  | 2      |
|                          | Chrétiens-démocrates                | 553    | 1,4  | 1      |
|                          | Autres                              |        | 0,5  | 0      |
|                          |                                     |        |      |        |
| Votes valides            | Votes valides                       | 38 261 |      |        |
| Votes blancs et nuls     | Votes blancs et nuls                | 160    |      |        |
| Total                    | Total                               | 38 421 | 100  | 59     |
| Abstentions              | Abstentions                         |        | 51,5 |        |
| Inscrits / participation | Inscrits / participation            |        | 48,5 |        |

#### Uusimaa central
| Parti                    | Parti                               | Voix   | %    | Sièges |
| ------------------------ | ----------------------------------- | ------ | ---- | ------ |
|                          | Parti de la coalition nationale     | 18 040 | 25,4 | 18     |
|                          | Parti social-démocrate de Finlande  | 16 029 | 22,6 | 16     |
|                          | Vrais Finlandais                    | 10 008 | 14,1 | 10     |
|                          | Parti du centre                     | 9 182  | 12,9 | 10     |
|                          | Ligue verte                         | 4 656  | 6,6  | 4      |
|                          | Alliance de gauche                  | 3 959  | 5,6  | 4      |
|                          | Liste commune des indépendants      | 3 520  | 5,0  | 3      |
|                          | Chrétiens-démocrates                | 2 298  | 3,2  | 2      |
|                          | Le pouvoir appartient au peuple     | 1 298  | 1,8  | 1      |
|                          | Mouvement maintenant                | 1 130  | 1,6  | 1      |
|                          | Parti populaire suédois de Finlande | 369    | 0,5  | 0      |
|                          | Autres                              |        | 0,7  | 0      |
|                          |                                     |        |      |        |
| Votes valides            | Votes valides                       | 70 999 | 99,5 |        |
| Votes blancs et nuls     | Votes blancs et nuls                | 349    | 0,5  |        |
| Total                    | Total                               | 71 348 | 100  | 69     |
| Abstentions              | Abstentions                         |        | 55,0 |        |
| Inscrits / participation | Inscrits / participation            |        | 45,0 |        |